# マーカス・プリンタップ
マーカス・プリンタップ（Marcus Printup、1967年1月24日 - ）は、アメリカのジャズ・トランペット奏者。ノースフロリダ大学のジャズ研究プログラムに在籍し、ベティ・カーター、ウィントン・マルサリス、クレイトン＝ハミルトン・ジャズ・オーケストラ、ティム・ヘイガンズらと共演した。1993年には、ウィントン・マルサリス率いるジャズ・アット・リンカーン・センター・オーケストラのメンバーとなった。

## ディスコグラフィ

### リーダー・アルバム
- Song for the Beautiful Woman (1995年、Blue Note)
- Unveiled (1996年、Blue Note)
- Nocturnal Traces (1998年、Blue Note)
- Hubsongs (1998年、Blue Note)
- The New Boogaloo (2002年、Nagel Heyer)
- Peace in the Abstract (2006年、SteepleChase)
- Bird of Paradise (2007年、SteepleChase)
- London Lullaby (2009年、SteepleChase)
- Ballads All Night (2010年、SteepleChase)
- A Time for Love (2011年、SteepleChase)
- Homage (2012年、SteepleChase)
- Desire (2013年、SteepleChase)
- Lost (2014年、SteepleChase)
- Young Bloods (2015年、SteepleChase)